# Enchiridion Helveticum Constantiae Episcopalis
Enchiridion Helveticum Constantiae Episcopalis ist der Kurztitel eines Handbuchs oder Lexikons über die zum Bistum Konstanz gehörenden Teile der Alten Eidgenossenschaft aus dem Jahre 1778. Verfasser war Freiherr Johann Franz von Landsee, der als fürstbischöflicher Obervogt in der Herrschaft Kaiserstuhl die bischöflichen Rechte wahrnahm.
Der vollständige Titel enthält, wie im 18. Jahrhundert üblich, eine umfassende Inhaltsangabe:
Enchiridion Helveticum Constantiae Episcopalis oder kurz gefasste Topographische Beschreibung derer Städten, Orten, und Herrschaften in der Schweiz, welche in des Hochfürstlich-Bischöflichen Hochstifts und Bistums Constanz weltlicher Bottmässigkeit, auch derer fürnehmsten Stifter, Gottshäusern, und Klöster, welche in dem Bezirk dessen geistlichen Gehorsams gelegen seynd, nebst einem Anhang von der Eidgenossenschaft, oder denen XIII. löbl. Ständen, und derenselben Regierungs-Verfassung. Gott zu Ehren, dem Fürstlichen Hochstift Constanz zu Ruhm, und dem Vatterland zu Lieb zusammengetragen von Johann Franz Freyherrn von Landsee, hochfürstlich Constanzischen geheimbden Rath, und Obervogten zu Kaiserstuhl. Constanz, gedruckt und zu haben bey Johann Gerard Lüdolf, 1778.
Das dem Dienstherrn gewidmete schmale Bändchen gewinnt auch durch ein Lamento des Verfassers in der Vorrede an Profil: Bekannt ist es, dass die dermalige Welt mit einer unzähligen Menge neuer Bücher, deren viele niemalen das Licht gesehen haben, zu wünschen wäre, gleichsamen zu sagen, überschwemmet ist, und es also um so weniger nöthig gewesen seyn würde, deren Anzahl mit diesem schlechten Aufsatz zu vermehren.
Dem Bildungshunger der bischöflichen Untertanen stand der Freiherr kritisch gegenüber: Jedermänniglich, wessen Stands und Alters derselbe auch seyn mag, will bey dieser Zeit lesen, und wie oft kommen einem solchen Bücher zu Handen, woraus derselbe nicht allein keinen Nutzen, sondern öfters an Religion und Sitten Schaden, und Nachtheil erwerbet?

## Link
- Enchiridion Helveticum Constantiae Episcopalis im Volltext auf e-rara.ch.